# 本因坊家
本因坊家（ほんいんぼうけ）為日本江戶時代的圍棋四大家（本因坊家、安井家、井上家、林家）之首，以仕於織田信長、豐臣秀吉和德川家康的日海（本因坊算砂）為開祖的家系。「本因坊」之名是來自算砂擔任住持的京都寂光寺的塔頭。
共世襲了二十一世，日本江戶時代圍棋名人共十位，本因坊家就有七位，足見其影響力，後來本因坊秀哉將此名捐出，做為頭銜戰名，是為本因坊戰。

## 历代本因坊
| 家督／迹目           | 出生年     | 去世年     | 繼任年     | 棋力                               | 法號       |
| 世襲本因坊           | 世襲本因坊 | 世襲本因坊 | 世襲本因坊 | 世襲本因坊                         | 世襲本因坊 |
| -------------------- | ---------- | ---------- | ---------- | ---------------------------------- | ---------- |
| 第一世本因坊算砂     | 1559年     | 1623年     | 1603年     | 名人                               | 日海       |
| 第二世本因坊算悅     | 1611年     | 1658年     | 1630年     | 上手                               | 日信       |
| 第三世本因坊道悅     | 1636年     | 1727年     | 1658年     | 名人格                             | 日勝       |
| 第四世本因坊道策     | 1645年     | 1702年     | 1677年     | 名人、碁所、棋聖                   | 日忠       |
| 跡目道的             | 1669年     | 1690年     | 1684年     | 上手                               | 日勇       |
| 跡目策元             | 1675年     | 1699年     | 1692年     | 上手                               | 日雲       |
| 第五世本因坊道知     | 1690年     | 1727年     | 1702年     | 名人、碁所                         | 日深       |
| 第六世本因坊知伯     | 1710年     | 1733年     | 1727年     | 六段                               | 日宥       |
| 第七世本因坊秀伯     | 1716年     | 1741年     | 1733年     | 六段                               | 日了       |
| 第八世本因坊伯元     | 1726年     | 1754年     | 1741年     | 六段                               | 日淨       |
| 第九世本因坊察元     | 1733年     | 1788年     | 1754年     | 名人、碁所                         | 日義       |
| 第十世本因坊烈元     | 1750年     | 1808年     | 1788年     | 準名人                             | 日實       |
| 第十一世本因坊元丈   | 1775年     | 1832年     | 1808年     | 準名人                             | 日真       |
| 跡目知策             | 1786年     | 1812年     | 不詳       | 上手                               | 知策       |
| 第十二世本因坊丈和   | 1787年     | 1847年     | 1832年     | 名人、碁所、棋聖                   | 日竟       |
| 第十三世本因坊丈策   | 1803年     | 1847年     | 1838年     | 上手                               | 日秀       |
| 第十四世本因坊秀和   | 1820年     | 1873年     | 1848年     | 準名人                             | 日悦       |
| 跡目秀策             | 1829年     | 1862年     | 1848年     | 上手、棋聖                         | 日量       |
| 第十五世本因坊秀悅   | 1850年     | 1907年     | 1873年     | 六段                               | 日妙       |
| 第十六世本因坊秀元   | 1854年     | 1917年     | 1879年     | 四段                               | 日存       |
| 第十七世本因坊秀榮   | 1852年     | 1907年     | 1884年     | 五段                               | 日達       |
| 第十八世本因坊秀甫   | 1838年     | 1886年     | 1886年     | 準名人                             | 日壽       |
| 第十九世本因坊秀榮   | 1852年     | 1907年     | 1886年     | 名人                               | 日達       |
| 雁金準一             | 1879年     | 1959年     | 1907年     | 名譽九段                           |            |
| 第二十世本因坊秀元   | 1854年     | 1917年     | 1907年     | 六段                               | 日存       |
| 第二十一世本因坊秀哉 | 1874年     | 1940年     | 1908年     | 名人                               | 日溫       |
| 名譽本因坊           |            |            |            |                                    |            |
| 第二十二世本因坊秀格 | 1915年     | 1986年     | 1957年     | 九段                               |            |
| 第二十三世本因坊榮壽 | 1920年     | 2010年     | 1965年     | 九段                               |            |
| 第二十四世本因坊秀芳 | 1948年     | -          | 1975年     | 九段                               |            |
| 第二十五世本因坊治勳 | 1956年     | -          | 1993年     | 九段、名譽名人                     |            |
| 第二十六世本因坊文裕 | 1989年     | -          | 2016年     | 九段、名譽棋圣、名譽天元、名譽碁聖 |            |

## 外家（水谷家）
- 水谷家為本因坊家的外家，初代琢元為本因坊察元的弟子，共傳三代。
- 水谷四谷為跡目琢廉的兒子，為方圓社創社社員之一。

| 家督／迹目 | 出生年 | 去世年 | 本名 | 棋力 |
| ---------- | ------ | ------ | ---- | ---- |
| 水谷琢元   | 不詳   | 不詳   |      | 六段 |
| 水谷琢順   | 不詳   | 1850年 |      | 六段 |
| 跡目琢廉   | 1804年 | 1836年 |      | 六段 |
| 跡目順策   | 1820年 | 1856年 |      | 六段 |
| 水谷四谷   | 不詳   | 1887年 |      | 五段 |

## 本因坊家門下歷代有名、高段棋士
- 中村道碩，名人，算砂門下第一高徒，當代第二高手，後來自立門派（其中也因為道碩違反日蓮宗的教義）為井上家。
- 桑原道節，名人，道策門下第一高徒，六大天王[14]之首，之後因年紀過大（僅小道策一歲），所以並沒有立為跡目，後道策之弟道砂無良徒，所以道節過繼到井上家為第四世。
- 星合八碩，六段，道策門下六大天王第三名，曾拿白子贏過林家家督。
- 熊谷本碩，上手格，道策門下六大天王第五名。
- 吉和道玄，上手，道側門下六大天王之末，出身富裕家庭，後離開坊門。
- 相原可碩，上手，原道節的小徒弟，後過繼給道知，後來成為道知徒弟中最強者，可惜道知傳位給知伯（因知伯為道知之侄，道知不免偏袒）。
- 小松快禪，五段，為一和尚，並非學棋於坊門，但是與坊門互動密切，列在此處。
- 河野元虎，六段，察元門下，棋風輕妙，但是不夠穩健，天才型棋手，參加過御城棋。
- 山本源吉，六段，察元門下，察元發現其才時，若馬上收為徒的話，可能之後烈元就不會是本因坊了，可惜元吉父母反對，直到其父母過世後才投入坊門，彼時烈元已為跡目，但是察元仍待元吉非常好，後元吉看坊門無出頭機會，索性就回家鄉去了
- 外山算節，六段，為關西棋士，在算砂逝世兩百週年紀念會上跟丈和下了盤很有名的棋而出名。
- 舟橋元美，準名人，烈元徒，烈元死後師事元丈，後元美不想跟丈和爭本因坊而過繼到林家。
- 水谷琢順
- 關山仙太夫（日语：関山仙太夫），初段，實力超過五段，但是無前例不能一口氣從初段跳到五段，元丈希望先升三段過幾年在升五段，但關山仙太夫脾氣硬索性就不升了。之後花重金受丈和指導幾局，思路亦是大開。
- 中川順節（日语：中川順節）
- 石谷廣策，秀策師弟，為秀策發行譜集，替秀策宣揚其之偉大。秀策被尊為棋聖，廣策有很大的功勞。
- 岸本左一郎（日语：岸本左一郎），追贈七段。
- 高橋杵三郎（日语：高橋杵三郎），五段。
- 中川龜三郎（日语：中川亀三郎），名譽九段（後日本棋院贈），丈和三子，後來的第二任方圓社社長，影響棋界甚大。
- 野澤竹朝（日语：野沢竹朝），七段，秀榮密藏弟子，可惜不夠穩健，秀哉就任本因坊後，常批評秀哉的棋評，遭到除名。
- 小岸壯二（日语：小岸壮二），六段，自號秀立，秀哉最重意的門徒，當時公認必為第二十二世本因坊，可惜早死。
- 宮下秀洋（日语：宮下秀洋），九段，秀哉門下，被世人稱為「福島猛牛」。